# 蒙哥马利和西点铁路
蒙哥马利和西点铁路（英語：Montgomery and West Point Railroad，简称：M&WP）是19世纪早期美国阿拉巴马州和佐治亚州的一条铁路。该铁路原称蒙哥马利铁路（英語：Montgomery Railroad），建设始于1832年1月20日，计划从阿拉巴马州的蒙哥马利向东延伸至佐治亚州哥伦布的查塔胡奇河。在19世纪初期，美国正经历交通基础设施的快速发展，收费公路、运河和铁路的兴建推动了人口西迁和货物东运，而这条铁路的修建初衷便是为了促进区域贸易，特别是将佐治亚州与田纳西州及俄亥俄州等地区的经济联系起来。1834年，蒙哥马利铁路经政府批准，将铁路终点从哥伦布改为佐治亚州西点，因而更名为蒙哥马利和西点铁路。直到1854年，蒙哥马利和西点铁路的主线工程才全部完工。
南北战争期间，蒙哥马利和西点铁路成为南方邦联军的重要补给和运输路线，因其连接了蒙哥马利和西点，能够快速调动军队和物资。正因如此，这条铁路也成为北方联邦军攻击的目标。1864年夏季，联邦军骑兵发动了一次大规模突袭，即著名的威尔逊突袭，旨在破坏南方的铁路网络，蒙哥马利和西点铁路便是主要目标之一。铁路的军事价值凸显了它在战争中的关键作用，使得大规模军队的补给和调动成为可能，从而改变了未来战争的形态。值得注意的是，蒙哥马利和西点铁路建成时采用了4英尺8英寸的轨距，这一标准与当时美国南部和西部大多数铁路普遍使用的5英尺轨距不同，这一差异在南北战争期间对物资运输造成了严重阻碍，直到1867年，蒙哥马利和西点铁路才将轨距调整为南方主流的5英尺标准。
内战结束后，蒙哥马利和西点铁路的所有者于1860年成立了阿拉巴马西部铁路，目的是将铁路从蒙哥马利进一步向西延伸至阿拉巴马州的塞尔玛。1870年，随着这条延伸线的建成，蒙哥马利和西点铁路正式并入阿拉巴马西部铁路，形成了一条从阿拉巴马州塞尔玛至佐治亚州西点的完整铁路线。这一合并不仅扩大了铁路的网络覆盖，也增强了其在区域经济中的作用，促进了阿拉巴马州与佐治亚州之间的贸易和人员流动。